# Гремящий (канонерская лодка)
«Гремящий» — мореходная канонерская лодка Российского императорского флота типа «Грозящий».
До 1 февраля 1892 года классифицировалась как броненосная канонерская лодка, после — переквалифицирована в мореходную канонерскую лодку (МКЛ).
«Гремящий» принимал участие в атаке на форты Дагу, деблокаде Тяньцзиня, обороне Инкоу во время Восстания ихэтуаней; обороне Порт-Артура и обстреле береговых позиций японцев во время Русско-японской войны.

## Проект
17 ноября 1887 года в Морском техническом комитете (МТК) Российской империи состоялось совещание на предмет строительства нового типа канонерских лодок для Балтийского флота. По резолюции И. А. Шестакова к разработке проекта броненосной лодки с ходом до 15 узлов, осадкой не свыше 3,35 метра (11 футов) и с вооружением из одного 8-дюймового орудия и известным числом скорострелок приступили 17 ноября 1887 года. В ходе проектирования вооружение было изменено на одно 9-дюймовое орудие в носовой части и одно 6-дюймовое в кормовой части.
24 августа 1888 года в МТК был утверждён окончательный вариант проекта, по которому предусматривалось строительство четырёх лодок — «Грозящий», «Гремящий», «Отважный» и «Храбрый» с изменённым составом вооружения. Наряд на постройку получили Новое Адмиралтейство и Балтийский завод.

### Оценка проекта
Как отметил P. M. Мельников: «Канонерские лодки типа „Грозящий“ отразили качественно новый этап в развитии кораблей этого класса. В них воплотилась концепция малого артиллерийского корабля, предназначенного не только для обороны побережья, но и для активных операций на всем Балтийском театре. Идея свободы действия русского флота в Балтийском море, возрождавшаяся с началом постройки мореходных броненосцев, требовала значительных усилий — Германия устойчиво опережала Россию по количеству броненосцев и реально компенсировать это превосходство можно было лишь путем расширения функций канонерских лодок. Сделав эти корабли эскадренными, можно было надежно обеспечить охрану своих броненосцев от миноносцев противника, а при подходящих обстоятельствах ввести их в артиллерийский бой главных сил».

## Строительство
«Государь Император Высочайше повелеть соизволил наименовать и зачислить в списки судов флота строящуюся в Новом Адмиралтействе лодку „Гремящий“», о чём 10 ноября 1890 года в Морском ведомстве был издан приказ.
Лодка заложена в эллинге Нового Адмиралтейства 21 декабря 1890 года. В январе 1891 года чертежи были откорректированы в связи с выявленными недостатками при испытаниях головной лодки «Грозящий». Были изменены: боевая рубка, жилые помещения, расположение вентиляционных труб. Но главное изменение коснулось гребных валов и фундаментов под машины в связи с переходом на вертикальный тип паровых машин. Данные изменения расширили сроки постройки и увеличили стоимость. Примерная стоимость переделки, уже изготовленных к тому времени частей корпуса «Гремящего», оценивалась в 7657 рублей 81,5 копеек. При строительстве все водонепроницаемые переборки проходили отдельные гидравлические испытания.
Броневые листы были изготовлены на английском заводе «Виккерс, Сыновья и К°» по контракту от 5 января 1891 года. Выборочно, но из каждой партии, плиты подвергались обстрелу. 7 февраля 1891 года был заключён контракт с другой английской фирмой — «Моделей, Сыновья и Фильд», на изготовление двух вертикальных паровых машин тройного расширения пара и семи котлов системы Бельвиля (один был изготовлен в России). Также фирма взялась изготовить дейдвудные валы, винты, некоторые механизмы, запасные части, доставить всё в Петербург и установить на лодку «Гремящий». Общая стоимость составила 32 050 английских фунтов. На «Гремящем», в отличие от «Грозящего», было установлено восемь котлов Бельвиля, по четыре в ряд, топками к бортам. Спуск на воду произошёл 7 мая 1892 года в 11 часов 15 минут в присутствии Государя Императора с супругою.
К началу сентября 1892 года был завершён монтаж котлов, машин и всех вспомогательных механизмов энергетической установки, и уже 9 сентября «Гремящий» своим ходом ушёл в Кронштадт на окончательную достройку, вооружение и бронирование.
В ходе вооружения лодки, в кормовой части, было установлено вновь принятое на вооружение российского флота 6-дюймовое орудие длиной 35 калибров, которое было изготовлено по английской системе Лонгриджа, при которой скрепление осуществлялось стальной лентой размером 6,6×1,3 мм, навивавшейся в холодном состоянии, что позволяло сократить массу на 20 % и снизить стоимость, в отличие от системы скрепления кольцами и цилиндрами.
Все этапы строительства лично контролировал управляющий Морским министерством Н. М. Чихачёв. В ходе испытаний «Гремящий» на мерной миле показал скорость в 14,2 узла. Общая строительная перегрузка составила 205 тонн. «Гремящий» принят в казну и вступил в строй в 1893 году.
P. M. Мельников был крайне недоволен и высказал следующее: «…это один из удручающих примеров домостроя. Факты таковы: „Кореец“ был сдан частным шведским заводом в полной готовности менее чем через год после начала постройки, частная верфь РОПиТ в Севастополе сдала лодку „Черноморец“ через полтора года, казенное Николаевское адмиралтейство лодку „Запорожец“ — через два с половиной года, а постройка „Грозящего“ на гораздо более оснащенной казенной верфи Нового Адмиралтейства в Петербурге продолжалась более четырёх лет.»

## Конструкция
По проекту, утверждённому в МТК 4 октября 1888 года, лодка имела следующие характеристики:
- длина между перпендикулярами — 67,97 метра (223 фута)
- наибольшая ширина без обшивки — 12,69 метра (41 фут 7½ дюйма)
- водоизмещение — 1492 тонн
- средняя осадка в полном грузу — 3,35 метра (11 футов)
- две горизонтальные паровые машины, 6 котлов

После изменений, по факту после достройки:
- длина максимальная — 72,26
- наибольшая ширина — 12,7
- водоизмещение — 1700 тонн
- максимальная осадка — 4,4 метра
- две вертикальные машины тройного расширения (2500 л. с.), 8 котлов системы Бельвиля
- вооружение: 1 × 229/35, 1 × 152/35, 6 × 47-мм, 2 × 37-мм, 2 × 381-мм НТА

## Служба
Несмотря на то, что «Гремящий» строился для Балтийского флота, в 1894 году он был зачислен в эскадру Средиземного моря контр-адмирала С. О. Макарова. 19 сентября канонерская лодка «Гремящий» и минный крейсер «Гайдамак» находились на Шербургском рейде.
Далее, вместе с эскадрой Средиземного моря, в 1895 году переведён на Дальний Восток России с зачислением в объединённую Эскадру Тихого океана под командованием вице-адмирала С. П. Тыртова. Командовать лодкой назначен капитан 2-го ранга А. А. Мельницкий. Эскадра оставалась в японских и китайских водах до окончания Японо-китайской войны.
К 1 апреля 1895 года «Гремящий», «Крейсер», «Манджур» находились в Шанхае.
До 8 марта 1896 года канонерка находилась в Чемульпо в качестве стационера, на посту её сменила канонерка «Кореец». В октябре «Гремящий» пришёл из Владивостока вновь в Чемульпо в качестве стационера, и оставалась там до 7 ноября.
Весной 1897 года вся эскадра собралась в Нагасаки. С 3 мая служба в этом порту. В ноябре — октябре «Гремящий» обеспечивал связь отряда находящегося в Чифу. Начиная с 29 ноября базирование эскадры было переведено из Владивостока в Порт-Артур, а сама эскадра стала именоваться Первая Тихоокеанская эскадра. В первых числах декабря, по предписанию командующего Тихоокеанской эскадрой Ф. В. Дубасова, отряд кораблей под флагом Реунова отправился в Порт-Артур в составе «Адмирал Нахимов», «Адмирал Корнилов», «Отважный», «Гремящий».
По настоянию графа Н. Н. Муравьёва-Амурского и командующего Тихоокеанской эскадрой Ф. В. Дубасовова, так как Порт-Артур мог быть изолирован и захвачен во время боевых действий, Николай II приказал основать в заливе Талиенван (Даляньвань) ещё один незамерзающий пункт базирования для русской эскадры. 8 и 9 декабря 1897 года крейсер «Дмитрий Донской» и канонерские лодки «Гремящий» и «Сивуч» вошли и бросили якорь в одной из внутренних бухт залива Талиенван. Порт назвали Дальний (ныне входит в современный Далянь). 14 сентября 1899 года император пожаловал: …За труды по занятию портов Квантунского полуострова Артур и Талиенван ордена офицерам штаба начальника Тихоокеанской эскадры, кораблей «Сисой Великий», «Наварин», «Россия», «Рюрик», «Память Азова», «Адмирал Корнилов», «Дмитрий Донской», «Владимир Мономах», «Забияка», «Всадник», «Гремящий», «Отважный», «Кореец», «Манджур», «Сивуч» и пароходов Добровольного флота «Ярославль», «Саратов», «Екатеринославль», «Владимир», «Петербург» и «Воронеж»….
На начало февраля 1898 года «Гремящий» находился в Порт-Артуре. 15 марта Порт-Артур был передан Российской империи в аренду на 25 лет. А 16 марта состоялась торжественная церемония передачи Порт-Артура. «Гремящий», как и другие корабли эскадры («Адмирал Корнилов», «Память Азова», «Россия», «Рюрик», «Забияка», «Отважный» и «Саратов») участвовал в церемонии, заняв проход ведущий в порт со стороны внешнего рейда. В 8 часов утра великий князь Кирилл Владимирович поднял Андреевский флаг на сигнальной мачте Золотой горы, одновременно с подъёмом флагов на кораблях. В ознаменование события корабли эскадры дали салют в 21 выстрел.

### Ихэтуаньское восстание
С началом массовых убийств христиан в империи Цин был сформирован военный альянс восьми держав, куда вошла и Первая Тихоокеанская эскадра для подавления волнений и противостояния ихэтуаням и лояльным им Имперским войскам.
16 мая 1900 года отряд кораблей под флагом младшего флагмана контр-адмирала М. Г. Веселаго в составе «Сисой Великий», «Дмитрий Донской», «Всадник», «Гайдамак», «Гремящий» и «Кореец» доставил в Тангу десантный отряд для охраны посольства в Пекине. Зайдя в устье реки Хайхэ в районе города Тангу, с кораблей был высажен десант в 70 матросов и 30 казаков под общим командованием капитан-лейтенанта барона Ф. В. Радена. Корабли остались на рейде.
22 мая на рейде Тангу собралась международная эскадра в составе: английских додредноутного броненосца «Центурион», крейсера «Орландо», крейсера «Эндомион» под флагом вице-адмирала Э. Сеймура; французских крейсера «Декарт», крейсера «Д’Энтрекасто» под флаг контр-адмирала Куржоля; российских броненосца «Сисой Великий», крейсера «Дмитрий Донской», минного крейсера «Всадник», минного крейсера «Гайдамак», канонерской лодки «Гремящий», а в реке Пэйхо находилась канонерская лодка «Кореец». С кораблей был высажен 2000 десант, в том числе 318 русских, для пополнения пекинского охранного отряда.
30 мая в Тангу «Петропавловск», «Наварин», «Дмитрий Донской», «Гремящий», «Манджур» и «Бобр» доставили 2000 человек из состава 12-го Восточно-Сибирского стрелкового полка, под командованием полковника К. А. Анисимова для выступления на Тяньцзинь, где сводный отряд Э. Сеймура попал в засаду.
В ночь со 2 на 3 июня 1900 года, по приказу вице-адмирала Я. А. Гильтебрандта, «Гремящий» в составе отряда под флагом младшего флагмана контр-адмирала М. Г. Веселаго («Пертопавловск», «Дмитрий Донской», «Манджур» и «Сивуч») был отправлен в Порт-Артур для переброски войск оттуда в Дагу для атаки на форты. Но когда корабли прибыли с десантом, то битва уже закончилась и форты были взяты.
5 июня «Петропавловск», «Наварин», «Дмитрий Донской», «Сивуч», «Манджур», «Гремящий» и один пароход стрелкового полка доставили полубатарею с частью обоза 9-го полка и взвод казаков для усиления осаждённого в Тяньцзине отряда полковника К. А. Анисимова.
13 июля «Гремящий» и миноносец № 206 подошли к Инкоу (порт Нючжуань), где уже находилась канонерка «Отважный». Для предотвращения прохода даотая Миня с кавалерией через городскую территорию, с русских кораблей был высажен отряд общей численностью около 800 матросов с двумя пушками Барановского, который усилил отряд охранной стражи города. В этот же день «Гремящий» ушёл за подкреплением. Опасаясь, что даотай может начать боевые действия против русских, командир южного участка полковник П. И. Мищенко предложил офицерам одного из китайских фортов добровольно разоружиться. После их отказа, завязалась перестрелка, а в дальнейшем последовал ряд провокаций, и даже была назначена награда за голову русского в 50 лан (70 рублей по курсу того времени). 17 июля даотай Минь выдвинул требования к альянсу, с тем чтобы державы отвели свои войска от городских стен Инкоу на 30 ли (15 км). В этот же день «Гремящий» доставил вспомогательные российские войска, в том числе стрелковую роту 7-го полка.
22 июля, когда даотай Минь начал терять контроль над ситуацией в городе, ихэтуани с группой китайских солдат, общей численностью в две тысячи человек, предприняли штурм европейской части города. Тогда русские перешли к активным действиям — «Гремящий» провёл обстрел глинобитного форта в устье реки Ляохэ, а «Отважный» бомбардировал городской вал и городские форты, с которых ихэтуане и дружественные им китайские войска вели огонь. В результате обороны Инкоу от ихэтуаней полторы тысячи китайских солдат прекратили штурм и бежали, несколько десятков ихэтуаней убито, а даотай Минь покинул город. Сводный отряд из моряков «Отважного», «Гремящего», «Гайдамака» и миноносца № 206 под командованием офицера с «Отважного» лейтенанта П. М. Плена, солдат Охранной стражи под командованием полковника П. И. Мищенко, войск из Дашицяо, стрелковой роты 7-го полка, а также стрелков, артиллеристов и сапёров под командованием генерала С. Н. Флейшера к вечеру полностью овладел Инкоу. В ходе столкновений, с российской стороны, только три человека были ранены и один контужен, а убитых не было вовсе. К утру следующего дня над морской таможней был поднят Андреевский флаг. С рассветом 23 июля на «Забияке» прибыл главный начальник Квантунской области вице-адмирал Е. И. Алексеев из Порт-Артура.

### Русско-японская война
В 1903 году «Гремящий» входил в отряд кораблей временного морского штаба наместника Его Императорского Величества на Дальнем Востоке и командующего войсками в областях наместничества и морскими силами в Тихом Океане генерал-адъютанта адмирала Е. И. Алексеева с базированием на Порт-Артур. 8 сентября 1903 года высочайшим приказом по Морскому ведомству № 499 командиром МКЛ «Гремящий» назначен капитан 2-го ранга П. Е. Николаев. С конца года лодка была поставлена на перевооружение и ремонт. П. Е. Николаев принял лодку 2 декабря от капитана 2-го ранга А. С. Загорянского-Киселя. Также с конца года, МКЛ «Гремящий» перечислен в состав 1-го отделения канонерских лодок Эскадры Тихого океана.

«Лодкой „Гремящий“ командовал капитан 2-го ранга Николаев, уже очень пожилой человек, присланный на восток для отбывания ценза. Этот командир захворал тотчас же, как только его лодке представилась перспектива принимать участие в военных действиях.»— «Воспоминания об осаде Порт-Артура 1904 года», адмирал Н. О. фон Эссена
К началу Русско-японской войны в январе 1904 года, «Гремящий» всё ещё находился в доке, меняя артиллерию. К апрелю лодка была готова, и с 9 апреля поставлена на входе на рейд. В течение месяца «Гремящий» отражал атаки японцев. В ночь на 20 апреля японцы предприняли массированную атаку на русскую эскадру с помощью брандеров, и с пароходов-заградителей пытались перекрыть минами подходы к Порт-Артуру, тогда русские корабли отогнали неприятеля и уничтожили несколько брандеров.
С 12 мая 1904 года Эскадра Тихого океана переформирована в 1-ю эскадру флота Тихого океана. С 19 мая на посту командира «Гремящего» капитана 2-го ранга П. Е. Николаева сменил капитан 2-го ранга А. К. Цвингман, а канонерка была зачислена в состав судов прибрежной обороны Порт-Артура. В мае «Гремящий» продолжил охрану прохода, и прикрывал тралящие корабли на внешнем рейде.
Высочайшим приказом по Морскому ведомству от 18 мая 1904 года капитан 2-го ранга Николаев П. Г. был снят с должности командира МКЛ «Гремящий» «… за неисполнение приказа командующего Тихоокеанской эскадры выйти 13 мая 1904 года в Теливанскую бухту на поддержку сухопутных войск».
13 июня «Гремящий», «Бобр», «Отважный», «Всадник» и 14 миноносок участвовали в отражении прорыва японских миноносцев, которые шли на поддержку своих войск, участвовавших в боях за гору Куинсан (Хуинсан).
23 июня «Гремящий», «Всадник» совместно с четырьмя миноносцами охранял силы траления у бухты Луиза.
1 июля в бухте Тахэ прошли учения с практическими стрельбами, в которых участвовали канонерские лодки «Гремящий», «Бобр» и крейсер «Новик».
В июне и июле МКЛ «Гремящий» в составе отряда канонерских лодок 9 раз выходил для обстрела береговых позиций японцев. Несколько раз во время таких рейдов подвергался обстрелу с японских крейсеров.
26 июля (8 августа) ОБК России в составе крейсера «Новик», канонерок «Гремящий» и «Бобр», усиленный миноносцами, во время обстрела японских сухопутных частей вступил в перестрелку с ОБК Японии в составе крейсеров «Мацусима» и «Ицукусима».
5 августа 1904 года «Гремящий», при проведении в гавань Порт-Артура французского парохода Jorges с продовольствием, наскочил на мину, взорвался и затонул на внешнем рейде крепости на расстоянии трёх миль к югу от входного маяка. При взрыве погибло 8 человек, в основном кочегаров, остальную команду спасли из воды с подошедших миноносцев.

#### Команда на август 1904 года
Офицерский состав «Гремящего» в 1-й Эскадре Тихого океана в Порт-Артуре на 5 августа 1904 года:
- Командир капитан 2-го ранга Цвингман, Альфонс Карлович
- Штурманский офицер лейтенант Кузьмин-Короваев, Борис Львович
- Вахтенный начальник мичман Иванов, Георгий Петрович
- Ревизор мичман Б. А. Литвинов 2-й
- Артиллерийский офицер мичман Д. А. Пеликан 2-й (с 15.06.1904)
- Судовой механик младший Инженер-Механик М. А. Куличенко
- Трюмный механик младший Инженер-Механик М. В. Трофимов
- Судовой врач лекарь К. П. Рейнвальд

## Командиры
- ??.??.1890 — ??.??.1892 капитан 2-го ранга Штакельберг, Эвальд Антонович
- хх.хх.1894 — хх.хх.1894 капитан 2-го ранга Елагин, Иван Николаевич
- 24.10.1894 — ??.??.1895 капитан 2-го ранга Черкасс, Семён Станиславович
- ??.??.1895 — 06.12.1895 капитан 2-го ранга Мельницкий Аркадий Александрович
- 06.12.1895 — хх.хх.1896 капитан 2-го ранга Бубнов, Александр Львович
- ??.??.1896 — 06.12.1897 капитан 2-го ранга Рогуля, Евгений Петрович
- 06.12.1897 — хх.хх.1899 капитан 2-го ранга Руднев, Всеволод Фёдорович
- 26.04.1899 — хх.хх.1901 капитан 2-го ранга Миклашевский, Иван Анатольевич
- ??.??.1902 — 02.12.1903 капитан 2-го ранга Загорянский-Кисель, Андрей Сергеевич
- 02.12.1903 — 18.05.1904 капитан 2-го ранга Николаев, Пётр Егорович
- 19.05.1904 — 05.08.1904 капитан 2-го ранга Цвингман, Альфонс Карлович

## Другие должности
- 2 апреля 1894 — 10 августа 1894 старший офицер В. М. Зацарённый
- Старший офицер лейтенант А. В. Колюбакин 2-й (до 28.03.1904)
- Артиллерийский офицер мичман Д. А. Пеликан 2-й (до 8.06.1904 и с 15.06 — 05.08.1904)
- Вахтенный начальник лейтенант В. И. Дворжицкий-Богданович (до 22.04.1904)
- Минный офицер лейтенант Д. Н. Баранов 2-й (до 28.03.1904)
- Судовой врач А. П. Стеблов (до 05.03.1904)